# 島田弁護協会
『島田弁護協会』（しまだべんごきょうかい）は、1992年10月14日から1993年3月24日までTBS系列局で放送されていたTBS製作のバラエティ番組である。放送時間は毎週水曜 19:00 - 19:54 （日本標準時）、TBS系全国ネットの放送枠『ムーブ』で放送。

## 概要
法律をテーマにした番組で、島田紳助が司会を務めていた。世間では批判の対象となる「マザコン男」「肥満男」「不倫する男」などを取り上げては独自の視点から彼らを弁護するVTRを流し、VTR鑑賞後にスタジオで紳助とパネラーが討論を交わすという形式を採っていた。スポンサーは前番組の『わいわいスポーツ塾』同様、雪印グループの一社提供として放送。
この番組が末期に行った、兵庫県の沼島在住の独身男性が結婚希望の女性を公募してお見合いをする企画が話題となり、後に『金曜テレビの星!』で放送の単発特別番組シリーズ『沼島の春よ再び!お見合い大作戦』として独立。以後は、沼島以外の嫁不足に喘ぐ農村や漁村でも行われるようになった。この特番は2005年頃から放送が途絶えていたが、後の2011年に『紳助社長のプロデュース大作戦!』の企画として復活。『プロデュース大作戦!』は紳助の引退に伴って打ち切りになった（島田紳助#芸能界引退を参照）が、お見合い企画はナインティナイン司会の後継番組『もてもてナインティナイン』に引き継がれ、同番組終了後も特別番組『ナイナイのお見合い大作戦!』として2019年まで放送された。

## 出演者

### 司会（会長）
- 島田紳助

### 弁護団（パネラー）
本番組では、「本気で弁護してほしい」という理念から「自分がどうしても弁護したくないテーマについては欠席しても構わない」というルールがあり、該当の欠席者の席には赤地に白文字で「欠席」と書かれたプレートが立てられていた。また、これとは別にドラマ撮影など他スケジュールとの折り合いが付かず、やむなく欠席する場合もあり、この時は半透明のプレートに欠席理由が書かれ、一言弁護したい場合は別途コメントVTRを番組側に送っていた。
- 李麗仙
- 遠藤誠
- 佐藤B作
- 渡嘉敷勝男
- 大槻ケンヂ
- マルシア
- 南流石
- 掛布雅之
- 香坂みゆき